# Élections territoriales de 2015 en Guyane
Pour un article plus général, voir Élections régionales françaises de 2015.
L'élection territoriale en Guyane a lieu les 6 et 13 décembre 2015 afin d'élire les 51 sièges de l'assemblée de Guyane.
L'assemblée de Guyane est l'assemblée délibérante de la nouvelle collectivité territoriale unique de Guyane qui remplace à compter de ces élections le conseil régional de la Guyane et le conseil général de la Guyane.
Les élections sont remportées au second tour par Rodolphe Alexandre, jusque-là président du conseil régional, qui mène une liste alliant des personnalités de gauche et de droite.
L'élection du président de l'assemblée de Guyane est prévue le 18 décembre 2015.

## Mode de scrutin
L'assemblée de Guyane est composée de 51 membres. Ils sont élus pour six ans en même temps que les conseillers régionaux et sont rééligibles.
Le mode de scrutin est similaire à celui utilisé pour les élections régionales, c'est-à-dire un scrutin proportionnel plurinominal à deux tours avec prime majoritaire. Le territoire est divisé en huit sections électorales.
Au premier tour, si une liste recueille la majorité absolue des suffrages exprimés au niveau de la collectivité, elle reçoit une prime de 11 sièges répartis entre les huit sections et les sièges restant sont attribués dans chaque section à toutes les listes ayant recueilli au moins 5 % des suffrages exprimés au niveau de la collectivité. Si aucune liste ne recueille la majorité absolue, un deuxième tour a lieu auquel peuvent participer les listes ayant reçu au moins 10 % des suffrages exprimés. Les listes ayant reçu au moins 5 % des suffrages exprimés peuvent fusionner avec une liste qualifiée.
Au second tour, la liste arrivée en tête au second tour reçoit la prime de 11 sièges et les sièges restant sont attribués à toutes les listes ayant recueilli au moins 5 % des suffrages exprimés.

## Candidats

### Rodolphe Alexandre
Président sortant du conseil régional de la Guyane, Rodolphe Alexandre est issu du Parti socialiste guyanais mais a été élu aux élections de 2010 à la tête d'une liste investie par l'UMP.
Il se proclame cependant « homme de gauche » et est étiqueté divers gauche par le ministère de l'Intérieur. Sa liste, « Guyane Rassemblement » compte des personnalités de droite et de gauche.

### Alain Tien-Liong
Divers gauche, Alain Tien-Liong est le président sortant du conseil général de la Guyane.Il est soutenu par Léon Bertrand 

### Chantal Berthelot
Chantal Berthelot est députée du parti À gauche en Guyane, soutenue par le Parti socialiste guyanais.

### Autres listes

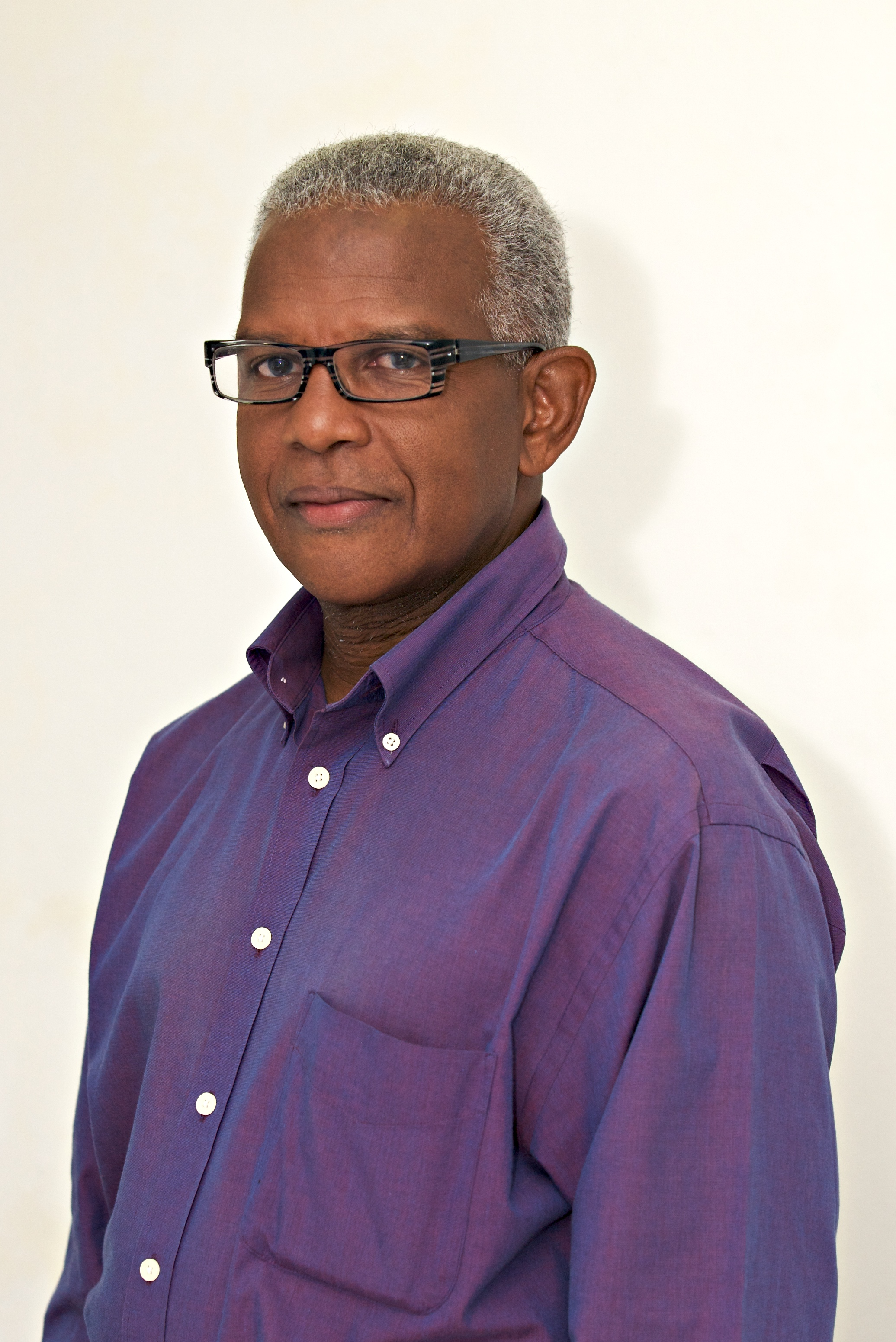
Jean-Marie Taubira.

- La force pour bâtir la Guyane : Rémy Louis Budoc (Les Républicains)
- Guyane, de toutes nos forces ! : Line Letard (Walwari, Guyane Écologie Les Verts, Action Progrès Citoyen, Mama Bobi et ONAG)
- Un territoire, une collectivité, un destin : Rodolphe Alexandre (président sortant du conseil régional, divers gauche)
- L'union Guyane : Muriel Icare Nourel (divers droite)
- Pour une nouvelle vision de la Guyane française : un statut ambitieux et cohérent : Sylvio Letard (régionaliste)
- Pour une Guyane audacieuse : Alain Tien-Liong (président sortant du conseil général, divers gauche),
- La Guyane en prospective : Jean-Marie Taubira (parti progressiste guyanais)
- Nous sommes Guyane : Fabien Canavy (Mouvement de décolonisation et d'émancipation sociale)

## Résultats

### Général
|                          |                          |                          |              |              |             |               |        |               |  |  |  |  |  |  |
| Tête de liste            | Tête de liste            | Liste                    | Premier tour | Premier tour | Second tour | Second tour   | Sièges | +/-           |  |  |  |  |  |  |
| Tête de liste            | Tête de liste            | Liste                    | Voix         | %            | Voix        | %             | Sièges | +/-           |  |  |  |  |  |  |
|                          | Rodolphe Alexandre       | GR                       | 15 298       | 42,35        | 21 163      | 54,55         | 35     | 14            |  |  |  |  |  |  |
|                          | Alain Tien-Liong         | DVG                      | 10 924       | 30,24        | 17 631      | 45,45         | 16     | 6             |  |  |  |  |  |  |
|                          | Chantal Berthelot        | AGEG - PSG               | 3 067        | 8,49         |             |               | 0      | en stagnation |  |  |  |  |  |  |
|                          | Line Létard              | Walwari - GÉ             | 2 565        | 7,10         | 0           | en stagnation |        |               |  |  |  |  |  |  |
|                          | Fabien Canavy            | MDES                     | 2 063        | 5,71         | 0           | en stagnation |        |               |  |  |  |  |  |  |
|                          | Louis Budoc              | LR - UDI                 | 1 114        | 3,08         | 0           | en stagnation |        |               |  |  |  |  |  |  |
|                          | Muriel Icaré Nourel      | DVD                      | 573          | 1,59         | 0           | en stagnation |        |               |  |  |  |  |  |  |
|                          | Jean-Marie Taubira       | PPG                      | 349          | 0,97         | 0           | en stagnation |        |               |  |  |  |  |  |  |
|                          | Sylvio Létard            | REG                      | 174          | 0,48         | 0           | en stagnation |        |               |  |  |  |  |  |  |
|                          |                          |                          |              |              |             |               |        |               |  |  |  |  |  |  |
| Suffrages exprimés       | Suffrages exprimés       | Suffrages exprimés       | 36 127       | 96,13        | 38 794      | 94,76         |        |               |  |  |  |  |  |  |
| Votes blancs             | Votes blancs             | Votes blancs             | 755          | 2,05         | 1 088       | 2,71          |        |               |  |  |  |  |  |  |
| Votes nuls               | Votes nuls               | Votes nuls               | 703          | 1,82         | 1 065       | 2,54          |        |               |  |  |  |  |  |  |
| Total                    | Total                    | Total                    | 37 585       | 100          | 40 947      | 100           | 51     | 20            |  |  |  |  |  |  |
| Abstentions              | Abstentions              | Abstentions              | 50 654       | 57,41        | 46 944      | 53,41         |        |               |  |  |  |  |  |  |
| Inscrits / Participation | Inscrits / Participation | Inscrits / Participation | 88 239       | 42,59        | 87 891      | 46,59         |        |               |  |  |  |  |  |  |

### Par sections électorales

Sections électorales

#### Section de Cayenne
| Tête de liste | Tête de liste       | Liste        | Premier tour | Premier tour | Second tour | Second tour | Sièges | +/- |
| Tête de liste | Tête de liste       | Liste        | Voix         | %            | Voix        | %           | Sièges | +/- |
| ------------- | ------------------- | ------------ | ------------ | ------------ | ----------- | ----------- | ------ | --- |
|               | Rodolphe Alexandre  | GR           | 3 766        | 39,11        | 5 577       | 52,57       |        |     |
|               | Alain Tien-Liong    | DVG          | 3 695        | 38,37        | 5 031       | 47,43       |        |     |
|               | Fabien Canavy       | MDES         | 682          | 7,08         |             |             |        |     |
|               | Line Létard         | Walwari - GÉ | 594          | 6,17         |             |             |        |     |
|               | Chantal Berthelot   | AGEG - PSG   | 495          | 5,14         |             |             |        |     |
|               | Louis Budoc         | LR - UDI     | 155          | 1,61         |             |             |        |     |
|               | Muriel Icaré Nourel | DVD          | 107          | 1,11         |             |             |        |     |
|               | Jean-Marie Taubira  | PPG          | 85           | 0,88         |             |             |        |     |
|               | Sylvio Létard       | REG          | 51           | 0,53         |             |             |        |     |
|               |                     |              |              |              |             |             |        |     |
| Inscrits      | Inscrits            | Inscrits     | 23 860       | 100,00       | 23 862      | 100,00      |        |     |
| Abstentions   | Abstentions         | Abstentions  | 13 821       | 57,93        | 12 650      | 53,01       |        |     |
| Votants       | Votants             | Votants      | 10 039       | 42,07        | 11 212      | 46,99       |        |     |
| Blancs        | Blancs              | Blancs       | 204          | 0,85         | 306         | 1,28        |        |     |
| Nuls          | Nuls                | Nuls         | 205          | 0,86         | 298         | 1,25        |        |     |
| Exprimés      | Exprimés            | Exprimés     | 9 630        | 40,36        | 10 608      | 44,46       |        |     |

#### Section de la petite Couronne
| Tête de liste | Tête de liste       | Liste        | Premier tour | Premier tour | Second tour | Second tour | Sièges | +/- |
| Tête de liste | Tête de liste       | Liste        | Voix         | %            | Voix        | %           | Sièges | +/- |
| ------------- | ------------------- | ------------ | ------------ | ------------ | ----------- | ----------- | ------ | --- |
|               | Rodolphe Alexandre  | GR           | 3 858        | 42,84        | 5 364       | 55,62       |        |     |
|               | Alain Tien-Liong    | DVG          | 2 460        | 27,32        | 4 280       | 44,38       |        |     |
|               | Fabien Canavy       | MDES         | 744          | 8,26         |             |             |        |     |
|               | Line Létard         | Walwari - GÉ | 696          | 7,73         |             |             |        |     |
|               | Chantal Berthelot   | AGEG - PSG   | 616          | 6,84         |             |             |        |     |
|               | Louis Budoc         | LR - UDI     | 284          | 3,15         |             |             |        |     |
|               | Muriel Icaré Nourel | DVD          | 218          | 2,42         |             |             |        |     |
|               | Jean-Marie Taubira  | PPG          | 84           | 0,93         |             |             |        |     |
|               | Sylvio Létard       | REG          | 46           | 0,51         |             |             |        |     |
|               |                     |              |              |              |             |             |        |     |
| Inscrits      | Inscrits            | Inscrits     | 22 371       | 100,00       | 22 371      | 100,00      |        |     |
| Abstentions   | Abstentions         | Abstentions  | 12 916       | 57,74        | 12 074      | 53,97       |        |     |
| Votants       | Votants             | Votants      | 9 455        | 42,26        | 10 297      | 46,03       |        |     |
| Blancs        | Blancs              | Blancs       | 254          | 1,14         | 369         | 1,65        |        |     |
| Nuls          | Nuls                | Nuls         | 195          | 0,87         | 284         | 1,27        |        |     |
| Exprimés      | Exprimés            | Exprimés     | 9 006        | 40,26        | 9 644       | 43,11       |        |     |

#### Section de la grande Couronne
| Tête de liste | Tête de liste       | Liste        | Premier tour | Premier tour | Second tour | Second tour | Sièges | +/- |
| Tête de liste | Tête de liste       | Liste        | Voix         | %            | Voix        | %           | Sièges | +/- |
| ------------- | ------------------- | ------------ | ------------ | ------------ | ----------- | ----------- | ------ | --- |
|               | Rodolphe Alexandre  | GR           | 1 697        | 44,17        | 2 331       | 55,02       |        |     |
|               | Alain Tien-Liong    | DVG          | 1 174        | 30,56        | 1 906       | 44,98       |        |     |
|               | Chantal Berthelot   | AGEG - PSG   | 305          | 7,94         |             |             |        |     |
|               | Line Létard         | Walwari - GÉ | 240          | 6,25         |             |             |        |     |
|               | Fabien Canavy       | MDES         | 208          | 5,41         |             |             |        |     |
|               | Louis Budoc         | LR - UDI     | 102          | 2,65         |             |             |        |     |
|               | Muriel Icaré Nourel | DVD          | 59           | 1,54         |             |             |        |     |
|               | Jean-Marie Taubira  | PPG          | 44           | 1,15         |             |             |        |     |
|               | Sylvio Létard       | REG          | 13           | 0,34         |             |             |        |     |
|               |                     |              |              |              |             |             |        |     |
| Inscrits      | Inscrits            | Inscrits     | 8 869        | 100,00       | 8 869       | 100,00      |        |     |
| Abstentions   | Abstentions         | Abstentions  | 4 839        | 54,56        | 4 377       | 49,35       |        |     |
| Votants       | Votants             | Votants      | 4 030        | 45,44        | 4 492       | 50,65       |        |     |
| Blancs        | Blancs              | Blancs       | 97           | 1,09         | 98          | 1,10        |        |     |
| Nuls          | Nuls                | Nuls         | 91           | 1,03         | 157         | 1,77        |        |     |
| Exprimés      | Exprimés            | Exprimés     | 3 842        | 43,32        | 4 237       | 47,77       |        |     |

#### Section de l'Oyapock
| Tête de liste | Tête de liste       | Liste        | Premier tour | Premier tour | Second tour | Second tour | Sièges | +/- |
| Tête de liste | Tête de liste       | Liste        | Voix         | %            | Voix        | %           | Sièges | +/- |
| ------------- | ------------------- | ------------ | ------------ | ------------ | ----------- | ----------- | ------ | --- |
|               | Rodolphe Alexandre  | GR           | 675          | 41,72        | 902         | 59,62       |        |     |
|               | Alain Tien-Liong    | DVG          | 418          | 25,83        | 611         | 40,38       |        |     |
|               | Chantal Berthelot   | AGEG - PSG   | 398          | 24,60        |             |             |        |     |
|               | Line Létard         | Walwari - GÉ | 240          | 6,25         |             |             |        |     |
|               | Fabien Canavy       | MDES         | 43           | 2,66         |             |             |        |     |
|               | Louis Budoc         | LR - UDI     | 21           | 1,30         |             |             |        |     |
|               | Muriel Icaré Nourel | DVD          | 9            | 0,56         |             |             |        |     |
|               | Jean-Marie Taubira  | PPM          | 15           | 0,93         |             |             |        |     |
|               | Sylvio Létard       | REG          | 1            | 0,06         |             |             |        |     |
|               |                     |              |              |              |             |             |        |     |
| Inscrits      | Inscrits            | Inscrits     | 3 024        | 100,00       | 3 026       | 100,00      |        |     |
| Abstentions   | Abstentions         | Abstentions  | 1 385        | 45,80        | 1 480       | 48,91       |        |     |
| Votants       | Votants             | Votants      | 1 639        | 54,20        | 1 546       | 51,09       |        |     |
| Blancs        | Blancs              | Blancs       | 11           | 0,36         | 8           | 0,26        |        |     |
| Nuls          | Nuls                | Nuls         | 10           | 0,33         | 25          | 0,83        |        |     |
| Exprimés      | Exprimés            | Exprimés     | 1 618        | 53,51        | 1 513       | 50,00       |        |     |

#### Section des Savanes
| Tête de liste | Tête de liste       | Liste        | Premier tour | Premier tour | Second tour | Second tour | Sièges | +/- |
| Tête de liste | Tête de liste       | Liste        | Voix         | %            | Voix        | %           | Sièges | +/- |
| ------------- | ------------------- | ------------ | ------------ | ------------ | ----------- | ----------- | ------ | --- |
|               | Rodolphe Alexandre  | GR           | 2 024        | 43,43        | 3 012       | 58,36       |        |     |
|               | Alain Tien-Liong    | DVG          | 1 092        | 23,43        | 2 149       | 41,64       |        |     |
|               | Line Létard         | Walwari - GÉ | 679          | 14,57        |             |             |        |     |
|               | Chantal Berthelot   | AGEG - PSG   | 399          | 8,56         |             |             |        |     |
|               | Fabien Canavy       | MDES         | 159          | 3,41         |             |             |        |     |
|               | Louis Budoc         | LR - UDI     | 148          | 3,18         |             |             |        |     |
|               | Muriel Icaré Nourel | DVD          | 74           | 1,59         |             |             |        |     |
|               | Sylvio Létard       | REG          | 49           | 1,05         |             |             |        |     |
|               | Jean-Marie Taubira  | PPG          | 36           | 0,77         |             |             |        |     |
|               |                     |              |              |              |             |             |        |     |
| Inscrits      | Inscrits            | Inscrits     | 12 252       | 100,00       | 12 252      | 100,00      |        |     |
| Abstentions   | Abstentions         | Abstentions  | 7 354        | 60,02        | 6 754       | 55,13       |        |     |
| Votants       | Votants             | Votants      | 4 898        | 39,98        | 5 498       | 44,87       |        |     |
| Blancs        | Blancs              | Blancs       | 128          | 1,04         | 167         | 1,36        |        |     |
| Nuls          | Nuls                | Nuls         | 110          | 0,90         | 170         | 1,39        |        |     |
| Exprimés      | Exprimés            | Exprimés     | 4 660        | 38,03        | 5 161       | 42,12       |        |     |

#### Section du Haut-Maroni
| Tête de liste | Tête de liste       | Liste        | Premier tour | Premier tour | Second tour | Second tour | Sièges | +/- |
| Tête de liste | Tête de liste       | Liste        | Voix         | %            | Voix        | %           | Sièges | +/- |
| ------------- | ------------------- | ------------ | ------------ | ------------ | ----------- | ----------- | ------ | --- |
|               | Rodolphe Alexandre  | GR           | 1 240        | 53,89        | 1 645       | 72,72       |        |     |
|               | Alain Tien-Liong    | DVG          | 413          | 17,95        | 617         | 27,28       |        |     |
|               | Chantal Berthelot   | AGEG - PSG   | 282          | 12,26        |             |             |        |     |
|               | Louis Budoc         | LR - UDI     | 138          | 6,00         |             |             |        |     |
|               | Fabien Canavy       | MDES         | 82           | 3,56         |             |             |        |     |
|               | Line Létard         | Walwari - GÉ | 78           | 3,39         |             |             |        |     |
|               | Jean-Marie Taubira  | PPG          | 38           | 1,65         |             |             |        |     |
|               | Muriel Icaré Nourel | DVD          | 25           | 1,09         |             |             |        |     |
|               | Sylvio Létard       | REG          | 5            | 0,22         |             |             |        |     |
|               |                     |              |              |              |             |             |        |     |
| Inscrits      | Inscrits            | Inscrits     | 5 319        | 100,00       | 5 022       | 100,00      |        |     |
| Abstentions   | Abstentions         | Abstentions  | 2 991        | 56,23        | 2 722       | 54,20       |        |     |
| Votants       | Votants             | Votants      | 2 328        | 43,77        | 2 300       | 45,80       |        |     |
| Blancs        | Blancs              | Blancs       | 7            | 0,13         | 13          | 0,26        |        |     |
| Nuls          | Nuls                | Nuls         | 20           | 0,38         | 25          | 0,50        |        |     |
| Exprimés      | Exprimés            | Exprimés     | 2 301        | 43,26        | 2 262       | 45,04       |        |     |

#### Section de Saint-Laurent-du-Maroni
| Tête de liste | Tête de liste       | Liste          | Premier tour | Premier tour | Second tour | Second tour | Sièges | +/- |
| Tête de liste | Tête de liste       | Liste          | Voix         | %            | Voix        | %           | Sièges | +/- |
| ------------- | ------------------- | -------------- | ------------ | ------------ | ----------- | ----------- | ------ | --- |
|               | Alain Tien-Liong    | DVG            | 1 512        | 40,32        | 2 176       | 53,44       |        |     |
|               | Rodolphe Alexandre  | DVG - DVD      | 1 389        | 37,04        | 1 896       | 46,56       |        |     |
|               | Chantal Berthelot   | AGEG - PSG     | 386          | 10,29        |             |             |        |     |
|               | Line Létard         | Walwari - GÉLV | 180          | 4,80         |             |             |        |     |
|               | Fabien Canavy       | MDES           | 106          | 2,83         |             |             |        |     |
|               | Muriel Icaré Nourel | DVD            | 74           | 1,97         |             |             |        |     |
|               | Louis Budoc         | LR - UDI       | 56           | 1,49         |             |             |        |     |
|               | Jean-Marie Taubira  | PPG            | 39           | 1,04         |             |             |        |     |
|               | Sylvio Létard       | DIG            | 8            | 0,21         |             |             |        |     |
|               |                     |                |              |              |             |             |        |     |
| Inscrits      | Inscrits            | Inscrits       | 9 850        | 100,00       | 9 852       | 100,00      |        |     |
| Abstentions   | Abstentions         | Abstentions    | 5 997        | 60,88        | 5 599       | 56,83       |        |     |
| Votants       | Votants             | Votants        | 3 853        | 39,12        | 4 253       | 43,17       |        |     |
| Blancs        | Blancs              | Blancs         | 50           | 0,51         | 102         | 1,04        |        |     |
| Nuls          | Nuls                | Nuls           | 53           | 0,54         | 79          | 0,80        |        |     |
| Exprimés      | Exprimés            | Exprimés       | 3 750        | 38,07        | 4 072       | 41,33       |        |     |

#### Section de Basse-Mana
| Tête de liste | Tête de liste       | Liste        | Premier tour | Premier tour | Second tour | Second tour | Sièges | +/- |
| Tête de liste | Tête de liste       | Liste        | Voix         | %            | Voix        | %           | Sièges | +/- |
| ------------- | ------------------- | ------------ | ------------ | ------------ | ----------- | ----------- | ------ | --- |
|               | Rodolphe Alexandre  | GR           | 649          | 49,13        | 982         | 75,71       |        |     |
|               | Alain Tien-Liong    | DVG          | 160          | 12,11        | 315         | 24,29       |        |     |
|               | Louis Budoc         | LR - UDI     | 210          | 15,90        |             |             |        |     |
|               | Chantal Berthelot   | AGEG - PSG   | 186          | 14,08        |             |             |        |     |
|               | Line Létard         | Walwari - GÉ | 60           | 4,54         |             |             |        |     |
|               | Fabien Canavy       | MDES         | 40           | 3,03         |             |             |        |     |
|               | Jean-Marie Taubira  | PPG          | 8            | 0,61         |             |             |        |     |
|               | Muriel Icaré Nourel | DVD          | 7            | 0,53         |             |             |        |     |
|               | Sylvio Létard       | REG          | 1            | 0,08         |             |             |        |     |
|               |                     |              |              |              |             |             |        |     |
| Inscrits      | Inscrits            | Inscrits     | 2 637        | 100,00       | 2 637       | 100,00      |        |     |
| Abstentions   | Abstentions         | Abstentions  | 1 294        | 49,07        | 1 288       | 48,84       |        |     |
| Votants       | Votants             | Votants      | 1 343        | 50,93        | 1 349       | 51,16       |        |     |
| Blancs        | Blancs              | Blancs       | 14           | 0,53         | 25          | 0,95        |        |     |
| Nuls          | Nuls                | Nuls         | 8            | 0,30         | 27          | 1,02        |        |     |
| Exprimés      | Exprimés            | Exprimés     | 1 321        | 50,09        | 1 297       | 49,18       |        |     |